# Видергебурт
«Видергебурт», также «Возрождение» (нем. Wiedergeburt); до 1993 года — «Всесоюзное общество советских немцев „Возрождение“» (нем. Allunionsgesellschaft der Sowjetdeutschen 'Wiedergeburt' für Politik, Kultur und Bildung) — крупнейшая общественная, национальная, политическая и культурно-просветительская организация российских, украинских, казахстанских и других немцев независимых республик бывшего СССР, созданная в 1989 году.
Организация «Видергебурт» была основана во время перестройки и гласности 1980-х годов с целью полной реабилитации немцев в СССР, восстановления национальной автономии времён АССР НП, возрождения немецких национальных районов в регионах их компактного проживания, а также поддержки этно-социальных запросов немцев, не склонных ни к переезду в Поволжье, ни в Германию. Кроме того, организация содействовала добровольной реэмиграции в Германию.
После распада СССР объединение «Видергебурт» разделилось на самостоятельные представительства в независимых странах.

## История

### Предпосылки создания
Основанию организации «Видергебурт» предшествовала активизация немецкого движения за восстановление автономии в Поволжье и политическую реабилитацию советских немцев, начавшаяся в 1950-е годы после смерти Иосифа Сталина. В этот период представители немецкого населения заявляли о своих правах, и в конце 1986 — начале 1987 года Саратовский обком КПСС приступил к разработке мер по восстановлению автономии немцев Поволжья. Катализатором немецкого возрождения и создания организации стали массовые митинги и демонстрации крымыских татар, прошедшие в июле—августе 1987 года. Предпосылками к созданию «Видергебурт» также стали обращения советских немцев в Кремль с требованиями о создании национального сообщества, направленные в апреле, июле и октябре 1988 года.
Формальное оформление этнонационального движения немцев произошло с учреждением Всесоюзного общества советских немцев «Возрождение». Учредительная конференция состоялась 28—31 марта 1989 года в Москве в зале Политехнического музея. В составе делегации были 12 учёных, 13 рабочих, 32 пенсичонера и 4 студента. Почти половина участников являлась членами КПСС или ВЛКСМ. По итогам заседания были избраны три сопредседателя организации: редактор альманаха «Хайматлихе Вайтен» Гуго Вормсбехер, биолог Генрих Гроут и специалист по механизации сельского хозяйства Юрий Гаар.

Заседание Учредительной конференции

I Съезд народных депутатов СССР рассмотрел немецкий вопрос на общесоюзном уровне. 12 июля была создана депутатская комиссия под председательством представителя Совета Национальностей Верховного Совета СССР, отвечавшего за проблемы советских немцев. В состав комиссии вошёл представитель «Видергебурт» Генрих Гроут.

### Деятельность комиссий и сопротивление
Уже в августе 1989 года комиссия прибыла в Поволжье и провела встречи с партийно-хозяйственным аппаратом. Предполагалось, что немецкие представители смогут войти в состав регионального управления, изменить административно-территориальное устройство и способствовать расселению немцев в крае. Действия комиссии не получили поддержки на уровне районных властей и местного населения. Представители «Видергебурт» требовали включения немцев в состав автономного управления с прерогативой в вопросах республики.
После доклада Михаила Горбачёва на Пленуме ЦК КПСС 19–20 октября 1989 года было принято решение о создании Платформы ЦК КПСС по национальному вопросу. Предполагалось, что будут учреждены Центральные национальные советы для народов, не имевших собственной государственности. Этот орган рассматривался как экстерриториальная структура, которая должна была заниматься реабилитацией и национальными вопросами на уровне платформы. Однако данное предложение вызвало раскол внутри «Видергебурт» и привело к созданию Ассоциации советских немцев. Одновременно против движения за автономию выступили местные представители КПСС. Среди них были такие организации, как «Единство», «Отечество», «Россия» и «Защита».
Уже 29 января 1990 года Совет Министров СССР создал ещё одну комиссию для рассмотрения проблем советских немцев. Её возглавил заместитель председателя Совета Министров СССР, первый секретарь Саратовского обкома КПСС В. Гусев. В состав комиссии вошли лидеры «Видергебурт»: Гуго Вормсбехер, Юрий Гаар, Борис Раушенбах и Генрих Гроут. Комиссия существовала до августа 1991 года, однако не смогла согласовать с правительством программу решения немецкого вопроса и политической реабилитации. Активисты «Возрождения», которые принимали участие в предвыборной кампании 1989 года с выдвижением кандидатов в народные депутаты РСФСР, констатировали, что, например, в Поволжье кандидаты из числа немцев хотя по закону и имели право баллотироваться на выборах, но на практике открыто вычёркивались из бюллетеней по национальному признаку.

### Политическая борьба и разногласия в организации
После выборов в РСФСР весной 1990 года и отмены 6-й статьи Конституции СССР местная номенклатура стала придерживаться собственных интересов без одобрения центральных властей. На местном уровне началась антинемецкая пропаганда, сопровождавшаяся лозунгами против автономии, такими как: «Нет русской Волги с немецкими берегами», «Не продадим 20 миллионов погибших за 20 миллиардов немецких марок», «Немцы опаснее СПИДа». В общественном дискурсе формировался ложный образ ущемления прав местного населения Поволжья, что выражалось в агитационных лозунгах: «Нам не нужна автономия», «Нам не нужна третья Германия».
В условиях нарастающего противодействия возможности «Видергебурт» противостоять этим процессам сужались, и организация начала вырабатывать новые подходы к решению проблем. 16 июля 1990 года Комиссия по национальной политике и межнациональным отношениям Совета национальностей Верховного Совета СССР совместно с Государственной комиссией по проблемам немцев при Совете министров СССР приняли решение «О подготовке и проведении съезда советских немцев».
На III (Чрезвычайной) конференции «Возрождения» в августе 1990 года создание Ассоциации советских немцев с полномочиями этнонационального правительства без территории подверглось критике со стороны сопредседателя Генриха Гроута, выразившего недоверие к Государственной комиссии по проблемам советских немцев. В отличие от него, Гуго Вормсбехер и Юрий Гаар рассматривали ассоциацию как шаг к восстановлению немецкой государственности.
Дискуссия привела к расколу внутри «Видергебурт» : должности сопредседателей упразднялись, в руководстве остались Генрих Гроут и Регинальд Цильке. Причинами стали рост числа участников, ротация кадров, радикализация движения из-за неэффективности умеренного лоббизма, а также борьба российских и союзных элит. Раскол совпал с принятием декларации о государственном суверенитете РСФСР. Кроме того, немецкое население СССР было неоднородным, а требование восстановления автономии в Поволжье не являлось всеобщим. Ухудшение социально-экономической ситуации и кризис идентичности усиливали эмиграционные настроения, что способствовало для мобилизации сторонников репатриации.

### Подготовка и проведение съезда

Делегация немцев в Кремль 1988 год; фото на Красной площади

Лидеры «Видергебурт» имели разные стратегии: Гуго Вормсбехер был интегрирован в официальные структуры, Юрий Гаар олицетворял связь с Поволжьем, а Генрих Гроут, сумел мобилизовать большинство движения. В этой обстановке началась подготовка к съезду. 31 октября 1990 года в «Neues Leben» было опубликовано Положение о порядке выборов делегатов на первый Съезд немцев СССР, предполагавшее создание оргкомитетов и участие в голосовании только советских немцев.
В ноябре 1990 года после визита Михаила Горбачёва в ФРГ был подписан Договор о добрососедстве и сотрудничестве между СССР и ФРГ, что привело к постановлению Совета Министров СССР о проведении Съезда советских немцев в марте 1991 года. Съезд задумывался как экстерриториальный орган, представляющий интересы советских немцев по всему СССР и создающий систему управления немецкими национальными районами. Он должен был интегрироваться в союзную вертикаль власти, откладывая вопрос о национально-территориальной автономии.
Оргкомитет возглавил академик Борис Раушенбах, а ключевую роль играли сторонники диалога с властями, прежде всего Гуго Вормсбехер. В то же время радикальное крыло «Возрождения» превратило подготовку съезда в инструмент давления на государство, требуя немедленного восстановления автономии. Генрих Гроут планировал создать Временный Совет Немецкой АССР, который, в случае отказа властей, мог бы функционировать как «правительство в изгнании».
Выборы делегатов сопровождались ростом эмиграционных настроений, а информациноя активность «Видергебурт» позволила сторонникам Гроута получить большинство голосов. 7 марта 1991 года Верховный Совет СССР отменил законы о ликвидации национально-государственных образований, что создало юридическую основу для восстановления автономии немцев Поволжья.

### Чрезвычайный Съезд немцев СССР
Чрезвычайный Съезд немцев СССР прошёл 12–15 марта 1991 года. «Возрождение», ранее критиковавшее его проведение, стало главным бенефициаром. 14 марта был создан Временный Совет по восстановлению АССР немцев Поволжья во главе с Генрихом Гроутом, а в резолюции Съезда содержалось требование немедленного восстановления автономии.
Созыв Съезда совпал с референдумом 17 марта 1991 года о сохранении СССР, что позволило союзным властям использовать плебисцитарные механизмы в противовес национальным движениям. В Поволжье местные референдумы показали, что 86,6% населения выступило против автономии. СМИ сыграли ключевую роль в этом результате, поставив Верховный Совет СССР в сложное положение: поддерживая реабилитацию немцев, он вынужден был признать итоги голосования. 1991 год стал пиком противостояния между СССР и РСФСР, а немецкий вопрос превратился в инструмент политической борьбы. «Возрождение» ориентировалось на российские власти, а Оргкомитет – на союзные структуры, что привело к расколу движения. В результате появились новые организации: Союз немцев СССР (Петр Фальк), Международный союз немецкой культуры (Генрих Мартенс), Балтийская лига (Курт Видмайер).
7 мая 1991 года группа советских немцев впервые за долгое время была принята Президентом СССР Михаилом Горбачёвым. На встрече обсуждались вопросы включения немецкого движения в общесоюзные структуры власти. Результатом стало Постановление Кабинета Министров СССР от 2 августа 1991 года «О Комитете по проблемам советских немцев», создавшее соответствующий комитет при Госкомитете СССР по национальным вопросам. В его состав вошли представители умеренного крыла немецкого национального движения. 21 июня 1991 года Горбачёв подписал указ о награждении медалью «За доблестный труд в Великой Отечественной войне 1941-1945 гг.» граждан СССР, мобилизованных в рабочие колонны.

## Постсоветский период

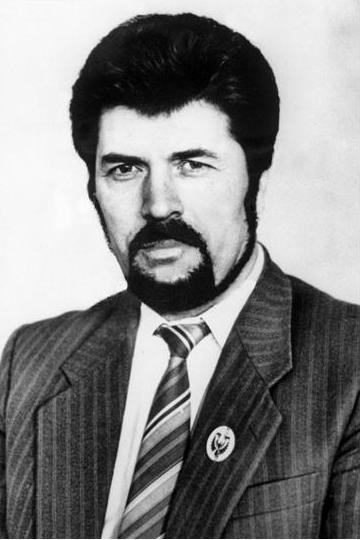
Председатель Видергебурт Генрих Гроут

Российские власти поддерживали течение немецкого этнонационального движения, используя его в противостоянии с союзной властью и для привлечения избирателей на выборах Президента РСФСР в июне 1991 года. Однако эта поддержка носила декларативный характер. 22 апреля 1991 года Президиум Верховного Совета РСФСР принял постановление «О неотложных мерах по урегулированию проблем советских немцев на территории РСФСР», создав Комиссию по проблемам советских немцев. Комиссия изучала возможность создания национально-территориальных образований в местах компактного проживания немцев. Её возглавил народный депутат РСФСР Александр Бир, а в состав вошли сторонники Генриха Гроута.
26 апреля 1991 года Верховный Совет РСФСР принял Закон «О реабилитации репрессированных народов», который предусматривал, что восстановление государственности репрессированных народов не должно ущемлять права местного населения. Это стало препятствием для полной реабилитации советских немцев. 3 июня 1991 года были созданы комиссии для реализации закона, включая комиссию по немцам Поволжья. 1 июля 1991 года Указом Президента РФ Бориса Ельцина был восстановлен Немецкий национальный район на Алтае с центром в селе Гальбштадт.

### Россия
После поражения ГКЧП российская элита перестала поддерживать радикальное течение немецкого движения. Осенью 1991 года местные власти активизировали сопротивление восстановлению немецкой автономии, что сопровождалось агрессивными выступлениями. 12-14 октября 1991 года представители антиавтономистского движения были приняты на высшем уровне, где им заверили, что восстановление АССР немцев Поволжья не планируется. 15 октября в Госкомитете РСФСР по делам национальностей было создано Управление по делам народов, не имеющих национально-государственных образований, которое возглавил Петр Фальк. Генрих Гроут, лидер крыла «автономистов», был отстранён от власти. 18 октября на Съезде советских немцев был принят Закон РСФСР «О реабилитации жертв политических репрессий». Однако съезд не решил вопрос восстановления автономии. В декабре 1991 года Валерий Тишков возглавил Госкомнац, что ознаменовало новый этап в национальной политике.
В конце 1991 года численность «Видергебурт» превысила 100 тысяч членов, а в 1992 году достигла своего максимума — 130 тысяч человек. На то время это было самое массовое общественно-политическое объединение в СССР после КПСС. Оно также было признанным субъектом переговоров для политиков Германии, занимавшихся вопросами реабилитации российских немцев. По словам подполковника госбезопасности Александра Кичихина, курирующего общество по линии госбезопасности, в ВОСН «Возрождение» было внедрено более 3 500 агентов КГБ. Из 34 членов Правления 21 являлись негласными информаторами госбезопасности. В 1992 году был подписан Федеративный договор, но не всеми республиками. В условиях «парада суверенитетов» создание новой автономии для немцев Поволжья стало невозможным. Тем не менее во время визита президента Бориса Ельцина в ФРГ был подписан документ о необходимости восстановления Республики немцев Поволжья. Межправительственная комиссия разработала программу реабилитации, включавшую создание национальных районов и поддержку этнокультурных инициатив.

### Украина
Украинское общество «Видергебурт» возникло осень 1989 года.  В начале 1990-х годов общество «Wiedergeburt» приступило к разработке программы, направленной на возрождение и развитие немецкой культуры. Результатом этой работы стала Концепция Программы этносоциального возрождения и развития немецкого меньшинства, которая была представлена на рассмотрение I съезда немцев Украины в ноябре 1996 года.
В рамках деятельности организации выпускалось периодическое издание «Deutscher (Немецкий) Kanal», которое информировало общественность о значимых литературных новинках, популярных изданиях, а также о произведениях, переизданных в Германии и России. Издание также освещало новые поступления в украинские библиотеки, способствуя популяризации немецкой культуры и литературы среди читателей.
В декабре 1995 года Генрих Гроут был избран руководителем Международного общества немцев «Видергебурт» (Украина). В январе 1996 года по его инициативе был образован Организационный комитет, ответственный за подготовку I Съезда немцев Украины. 21–23 ноября 1996 года в Киеве состоялся I Съезд немцев Украины, в ходе которого был сформирован высший представительский орган немецкого меньшинства — Фольксрат немцев Украины. Генрих Гроут был единогласно избран председателем Фольксрата.
На съезде Генрих Гроут представил доклад, в котором проанализировал положение немецкого меньшинства в Украине. Им была предложена Программа этносоциального возрождения и развития немцев Украины, которая получила одобрение делегатов съезда. Ключевым тезисом программы стало утверждение: «Немецкое общество — как неотъемлемая часть общественно-политической и культурной жизни Украины».

### Казахстан
В июне 1989 года в Алма-Ате было основано республиканское общественно-политическое и культурно-просветительское общество советских немцев «Возрождение». Руководителями организации в разные периоды являлись А. Мерц, Х. Дриллер и К. Эрлих. В течение последующих лет в большинстве областей Казахстана были созданы региональные объединения немцев. В 1989 году образованы общества немцев «Видергебурт» в Алматы, Астане, Костанае, Атырау и Караганде; в мае 1990 года — общество немцев «Видергебурт» в Павлодаре; в 1991 году — культурно-просветительское общество немцев «Хаймат» в Уральске, а также немецкий культурный центр в Шымкенте; в 1992 году — общество немцев «Видергебурт» в Актюбинске и другие.
В октябре 1992 года на I съезде немцев Казахстана был учреждён Совет немцев Казахстана, который впоследствии был переименован в Ассоциацию общественных объединений немцев Казахстана «Возрождение». Председателем Совета немцев Казахстана, а затем и «Видергебурт», стал Александр Дедерер, возглавлявший объединение до 2017 года. Ассоциация объединила все региональные организации немцев Казахстаная.

### Германия
С мая 2002 года в Германии существует общественная организация российских немцев, созданная Владимиром Бауэром и Генрихом Гроутом. Целью создания объединения были провозглашены защита интересов и способствование улучшению жизни русских немцев в Германии. Руководство объединения считает себя преемником Всесоюзного общества советских немцев «Возрождение».

### Раскол движения
Общественное движение разделилось на «автономистов», «репатриантов» и «культуртрегеров». «Автономисты» стремились к развитию территориальных и экономических структур на местах компактного проживания немцев с поддержкой властей. Умеренные националисты акцентировали этническую специфику российских немцев, видя конечной целью возвращение национальной республики в России. «Репатрианты» видели будущее народа в Германии и ориентировались на поддержку от немецких властей, а «культуртрегеры» воспринимали нацию через этнокультурные и языковые практики, акцентируя значение культурных элементов и их распространения через самоорганизацию.
В начале 1990-х годов «репатрианты» сосредоточились вокруг «Возрождение», создавшее общество «Видергебурт» в 1992 году. В марте того же года был основан Межгосударственный Совет немцев бывшего СССР (МГС). После неудачи территориальной реабилитации внимание стало уделяться эмиграции. Представители «Видергебурт» искали поддержки в ФРГ, где обращались к консервативным и правым силам. Эмиграция стала основной темой, но вызвала финансовые трудности и привела к снижению поддержки.
«Культуртрегеры» сформировались после раскола «Возрождения» в 1991 году и сосредоточились на решении проблем адаптации немцев в России. Эти меры предполагали компромиссы с властями и поддержание связи с немецкими структурами. В 1992 году был основан Межгосударственный союз российских немцев, председателем которого стал Гуго Вормсбехер. Союз активно сотрудничал с российскими и немецкими властями в реализации культурных и инвестиционных проектов, включая проекты в Поволжье.
Разногласия и отклонённые компромиссы в немецком движении подорвали его политическую составляющую, что привело к акценту на восстановление национальной идентичности через культуру. Это происходило на фоне моратория на территориальные изменения, и национальная политика становилась приоритетом как для российских, так и для германских властей. Важный шаг был сделан на заседании Межправительственной российско-германской комиссии в октябре 1992 года, где была рассмотрена программа культурного развития российских немцев.

### III Съезд немцев СССР
Политическое возрождение немецкой государственности в Поволжье стало нежелательным для многих, поскольку оно нарушало баланс интересов и угрожало атомизацией движения. III Съезд немцев СССР в 1993 году ставил целью объединение, но конфликты внутри движения ослабили его влияние. На нем присутствовало 602 делегата из разных регионов бывшего СССР. Конфликт между Президентом и Верховным Советом по вопросу разграничения полномочий привёл к попыткам внести в Конституцию упоминание о государственности российских немцев, но эта инициатива не увенчалась успехом.
После 1993 года сотрудничество с властями России стало более институционализированным. Вслед за этим появились новые организации российских немцев в Германии, включая Международный конвент, возглавляемый Генрихом Гроутом. Отдельные организации Украины, Казахстана, Беларуси. Проводились региональные съезды на уровне независимых стран бывшего СССР.

### Последствия
Массовая эмиграция привела к ослаблению «Видергебурт», которое прекратило свою деятельность на общероссийском уровне в 1999 году. До этого времени ее возглавляли, Яков Маурер, Александр Фаренбрух и Виктор Дизендорф. Часть организаций, которые вышли с состава «Возрождения» переключились на предоставление помощи на культурные проекты и бизнес сотрудничества политических элит Германии.

## Настоящее время
По состоянию на 2025 год деятельность «Видергебурт» оставалась в Казахстане (Алматы, Астане, Костанае, Атырау, Караганде, Павлодар и т.д.), Украине (Киев, Запорожье, Харьков), Германии и других странах. Последователи организации продолжают осуществлять культурно-просветительную деятельность, проводить акции против политики этноцида немцев России, Украины, Казахстана, выступать за восстановление культурной автономии и политической реабилитации российских, украинских и казахских немцев.